# Kyyjärvi
Kyyjärvi es un municipio de Finlandia ubicado en la región de Finlandia Central.
En 2022, el municipio tenía una población de 1197 habitantes.
Comprende un conjunto de pequeñas aldeas repartidas en torno al lago Kyyjärvi, del cual toma el municipio su topónimo. Se ubica a medio camino entre Jyväskylä y Kokkola sobre la carretera 13; al oeste de la capital municipal sale la carretera 16, que lleva a Vaasa.

## Historia
Se conoce la existencia de la capital municipal en documentos desde 1565, cuando pertenecía a la parroquia de Rautalampi. Posteriormente la aldea pasó a formar parte de las parroquias de Laukaa, Saarijärvi y Karstula, perteneciendo a este último municipio hasta principios del siglo XX. Kyyjärvi se separó como municipio en 1929 y como parroquia en 1944.